# Лопатино (Смоленская область)
Лопатино — деревня в Смоленской области России, в Ельнинском районе. Население – 3 жителя (2007 год). Расположено в юго-восточной части области в 16 км к северу от города Ельня, в 7 км восточнее автодороги Р137 Сафоново — Рославль. Входит в состав Бобровичского сельского поселения.

## История
Деревня (село) упоминается в 1500 году, во время событий Ведрошской битвы, где сказано, что Гетман Острожский «минуя Лопатино,.. выдвинулся к селу Ведроши и напал на передовые московские части».. Также известно, что до 1771 года в селе существовала древняя деревянная церковь, построенная стольником Дмитрием Кременецким. В 1771-72 годах на средства полковника Лыкошина Михаила Алексеевича, была построена новая церковь Святителя Николай Чудотворца (перестроена в 1868 году).